# John Thierry
Pour les articles homonymes, voir Fitzgerald et Thierry.
(en) Statistiques sur pro-football-reference
John Fitzgerald Thierry (né le 4 septembre 1971 à Houston et mort le 24 novembre 2017) est un joueur américain de football américain évoluant au poste de defensive end.

## Biographie

### Enfance
John Thierry intègre l'équipe de football américain de la Plaisance High School d'Opelousas en Louisiane. Il évolue alors au poste de linebacker.

### Carrière

#### Université
Il entre à l'université d'État Alcorn et joue avec les Braves. Thierry change alors de poste, devenant defensive end. Il participe aussi à des épreuves d'athlétisme avec le 100 mètres et le saut en longueur. 

#### Professionnel
John Thierry est sélectionné au premier tour du draft de la NFL de 1994 par les Bears de Chicago, au onzième choix. Après une saison de rookie comme remplaçant, il devient titulaire la saison suivante. Après une saison 1997 où il ne joue que la moitié des matchs, il revient en 1998 pour disputer l'ensemble des matchs de la saison. Le 20 décembre 1998, il intercepte sa première passe en professionnel, contre les Ravens de Baltimore, une passe de Jim Harbaugh.
Il est libéré à la fin de la saison 1998 et signe avec les Browns de Cleveland en 1999 où il reste titulaire. Il intercepte la seconde passe de sa carrière, face aux Steelers de Pittsburgh (passe de Tim Couch). Thierry ne reste néanmoins qu'une saison et rejoint les Packers de Green Bay en 2000 où il est defensive end titulaire pendant deux ans. Il termine sa carrière en 2002 avec les Falcons d'Atlanta, à une poste de remplaçant. De multiples blessures à l'épaule l'obligent à prendre sa retraite.
En 131 matchs joués parmi l'élite, il en débute soixante-dix, faisant 33,5 sacks, 158 tacles et sept fumbles recouverts.
Il meurt à 46 ans d'une crise cardiaque.